# Atrichopogon columbianus
Atrichopogon columbianus är en tvåvingeart som beskrevs av Jean-Jacques Kieffer 1917. Atrichopogon columbianus ingår i släktet Atrichopogon och familjen svidknott. Inga underarter finns listade i Catalogue of Life.